# Museu do Futebol (São Paulo)
Museu do Futebol é um espaço voltado para os mais diferentes assuntos envolvendo a prática, a história e curiosidades do futebol brasileiro e mundial. O espaço cultural foi construído dentro do Estádio Municipal Paulo Machado de Carvalho, o Pacaembu, na Praça Charles Miller, no bairro de mesmo nome, na zona oeste da cidade de São Paulo. A obra foi realizada em um consórcio da Prefeitura de São Paulo com o governo estadual e lançado para o público no dia 29 de setembro de 2008.
A iniciativa para a construção do Museu do Futebol também contou com a ajuda da Secretaria Municipal de Esportes e da São Paulo Turismo – com concepção e realização da Fundação Roberto Marinho. Desde sua inauguração, a gestão do museu é realizada pelo IDBrasil Cultura, Educação e Esporte, que também administra o Museu da Língua Portuguesa. Dentre as muitas histórias contadas nos vários ambientes do museu, em uma delas é possível admirar o gramado do Pacaembu do alto, por exemplo.
O museu conta a história do futebol desde seu início no Brasil até os dias atuais. Durante o passeio, aspectos como a relação do esporte com a arte, a história das Copas do Mundo, o impacto do futebol na vida das pessoas em geral são explicados. Os visitantes têm acesso, a partir de experiências sonoras e visuais, a uma sequência de informações didáticas e ilustrativas que relacionam o esporte à vida dos brasileiros no século XX.

## Características

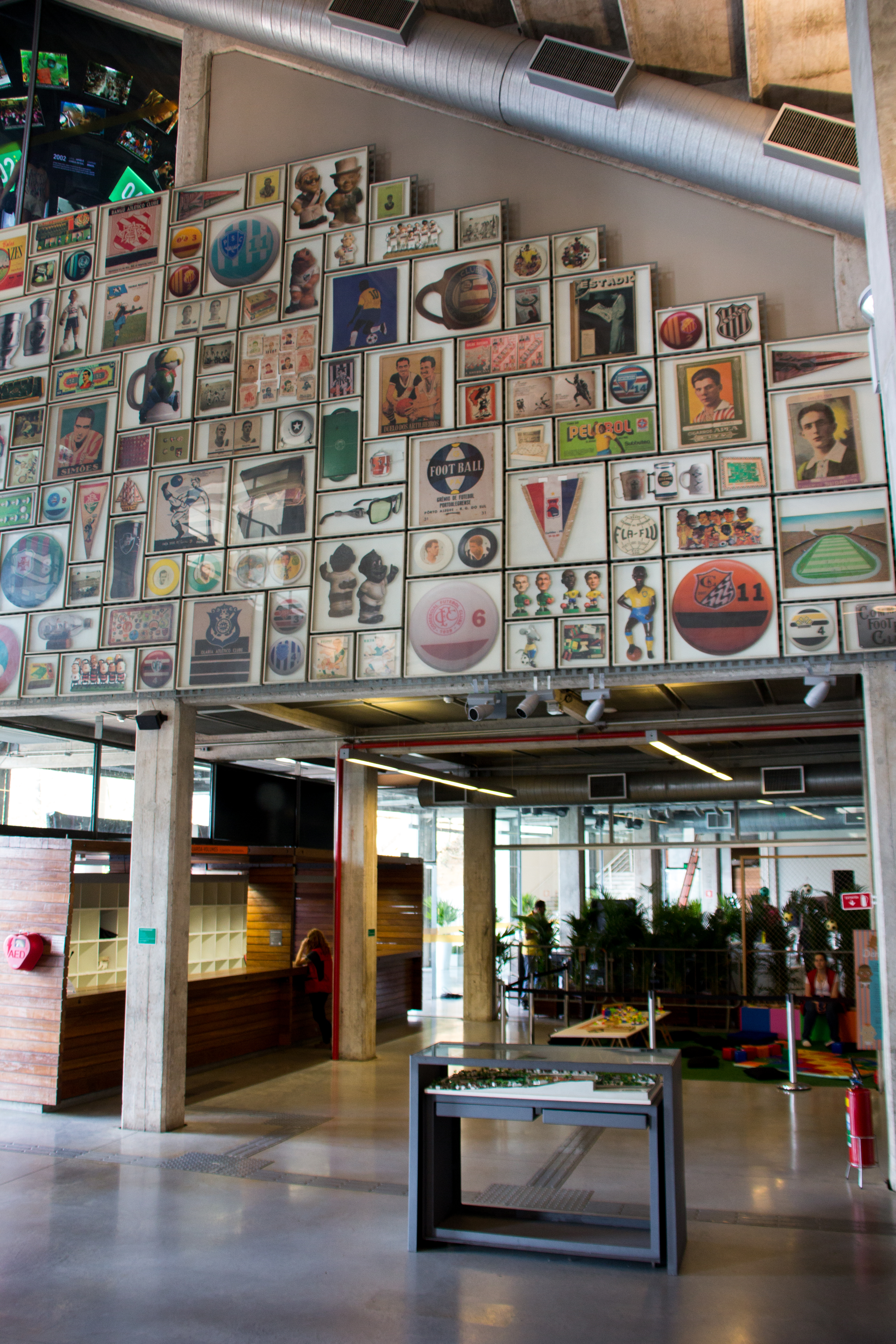
Entrada do museu

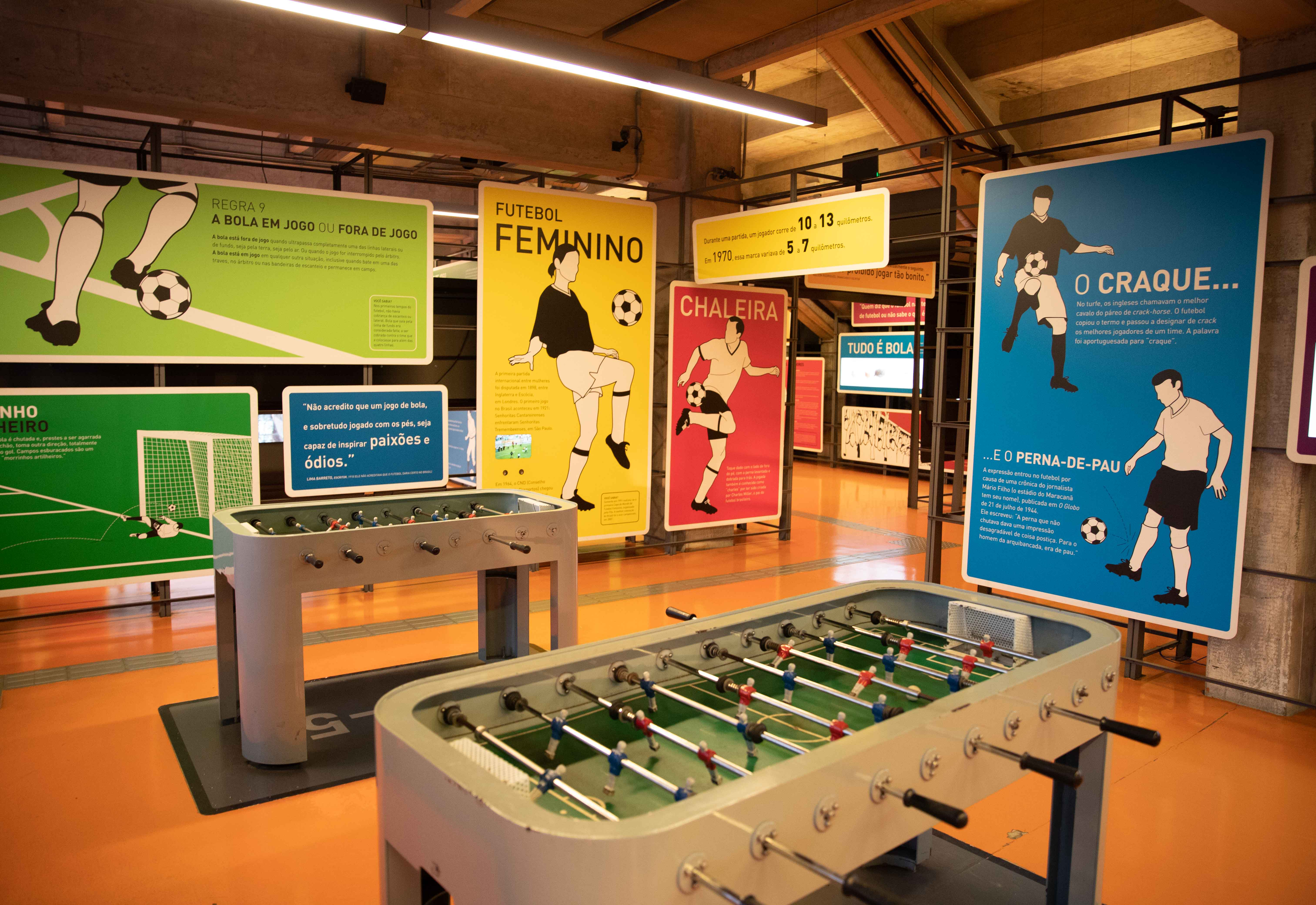
Uma das exposição da instituição

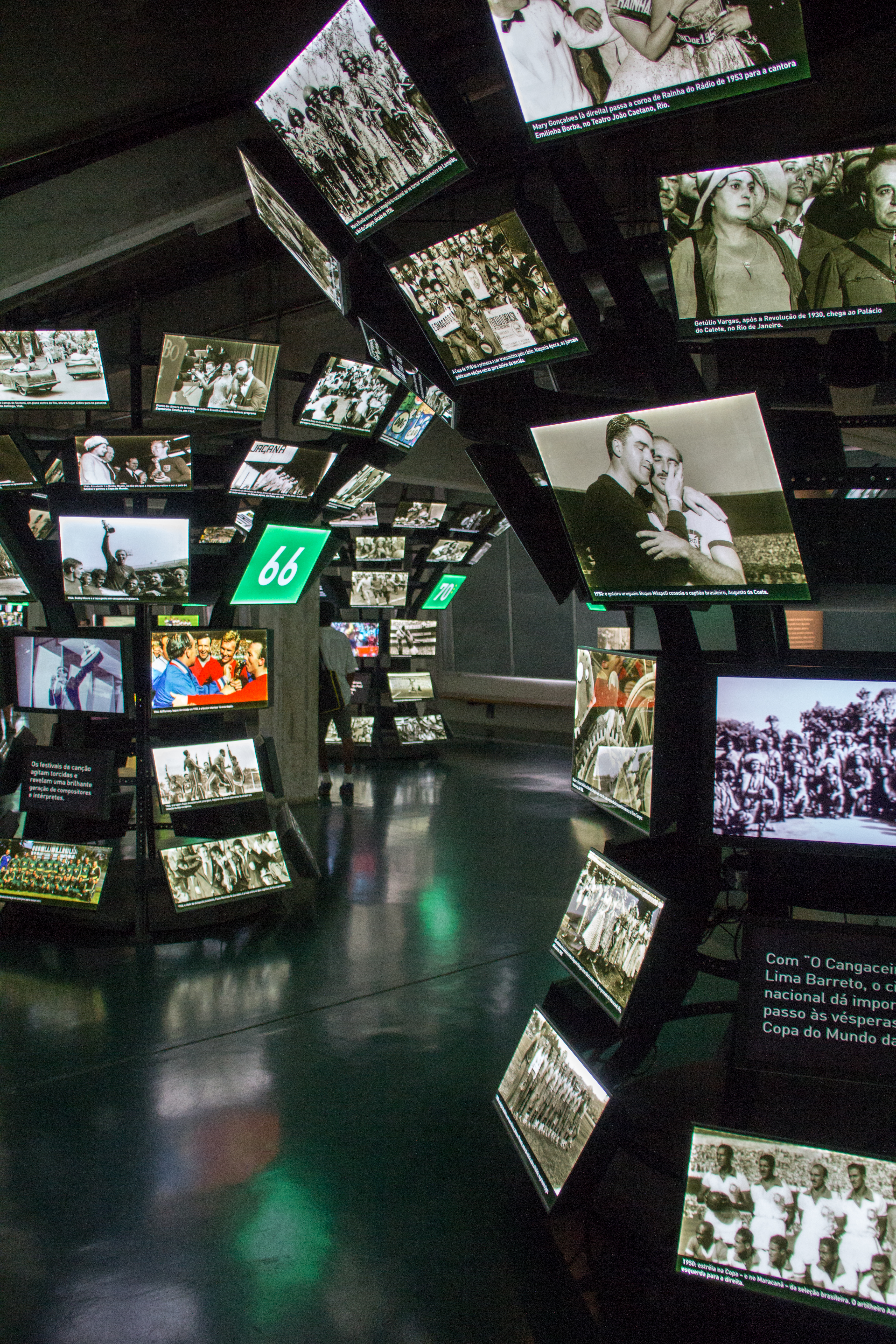
Totens com telas interativas

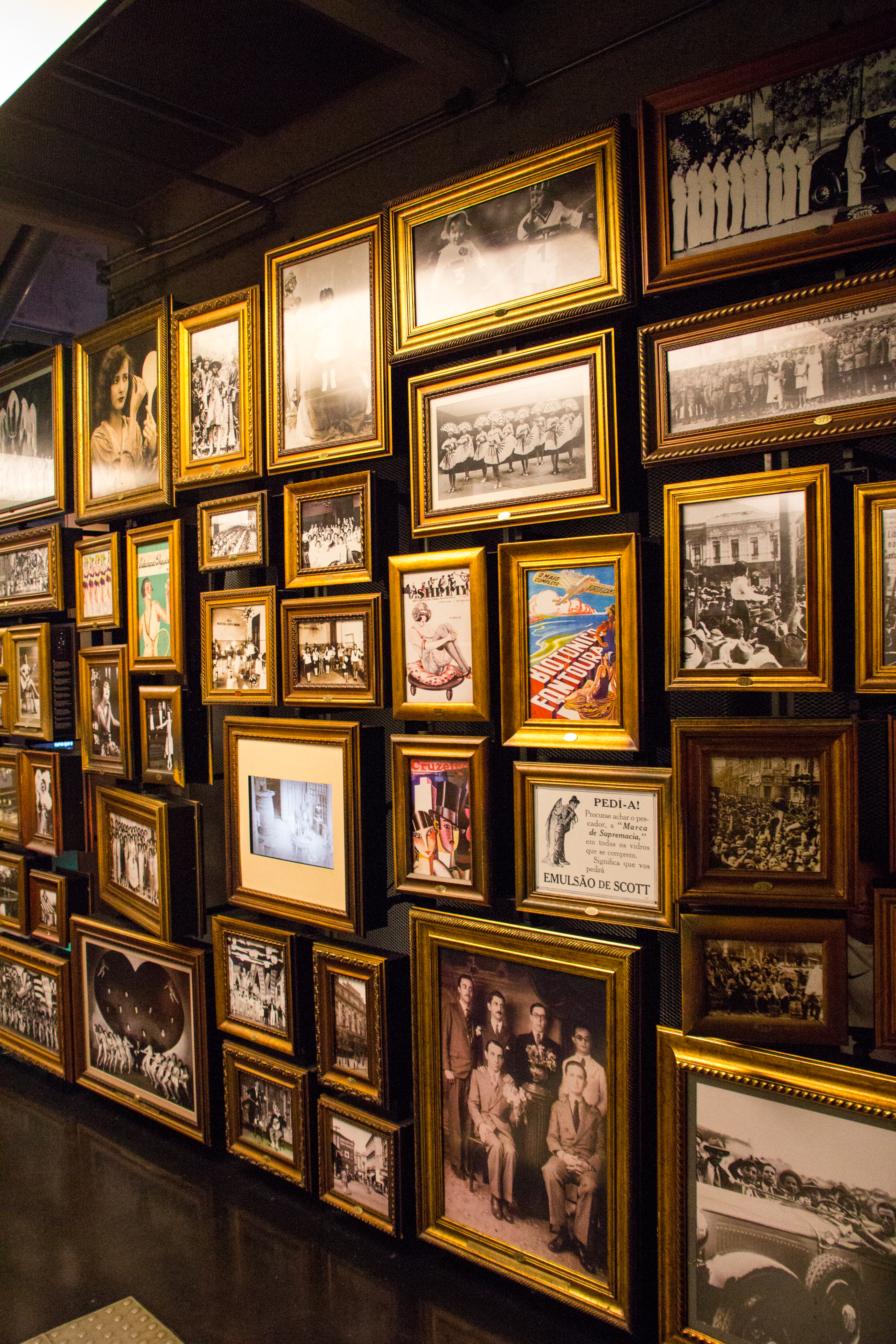
Exposição de imagens históricas do futebol

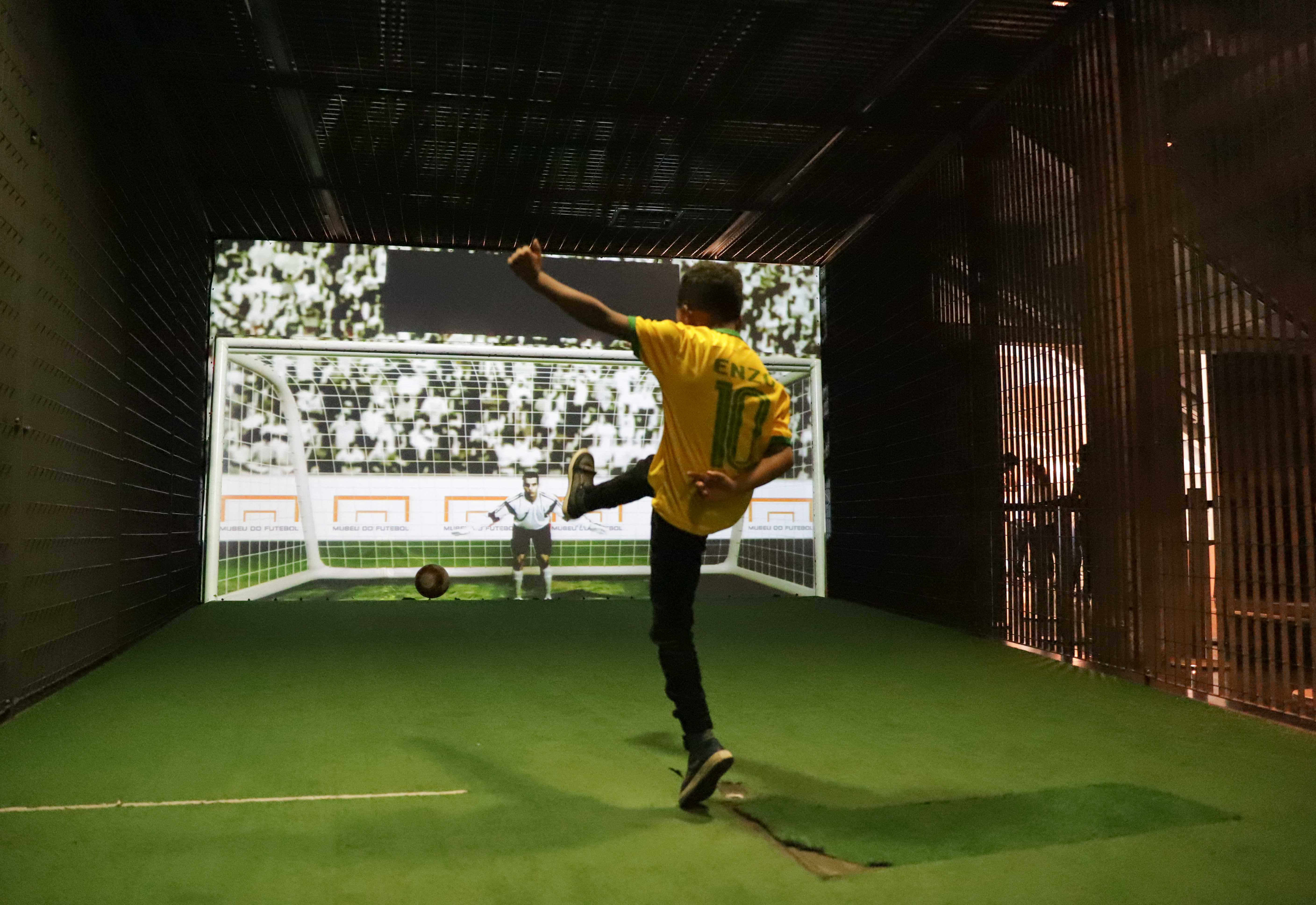
Visitante joga futebol virtual em uma das exposições interativas

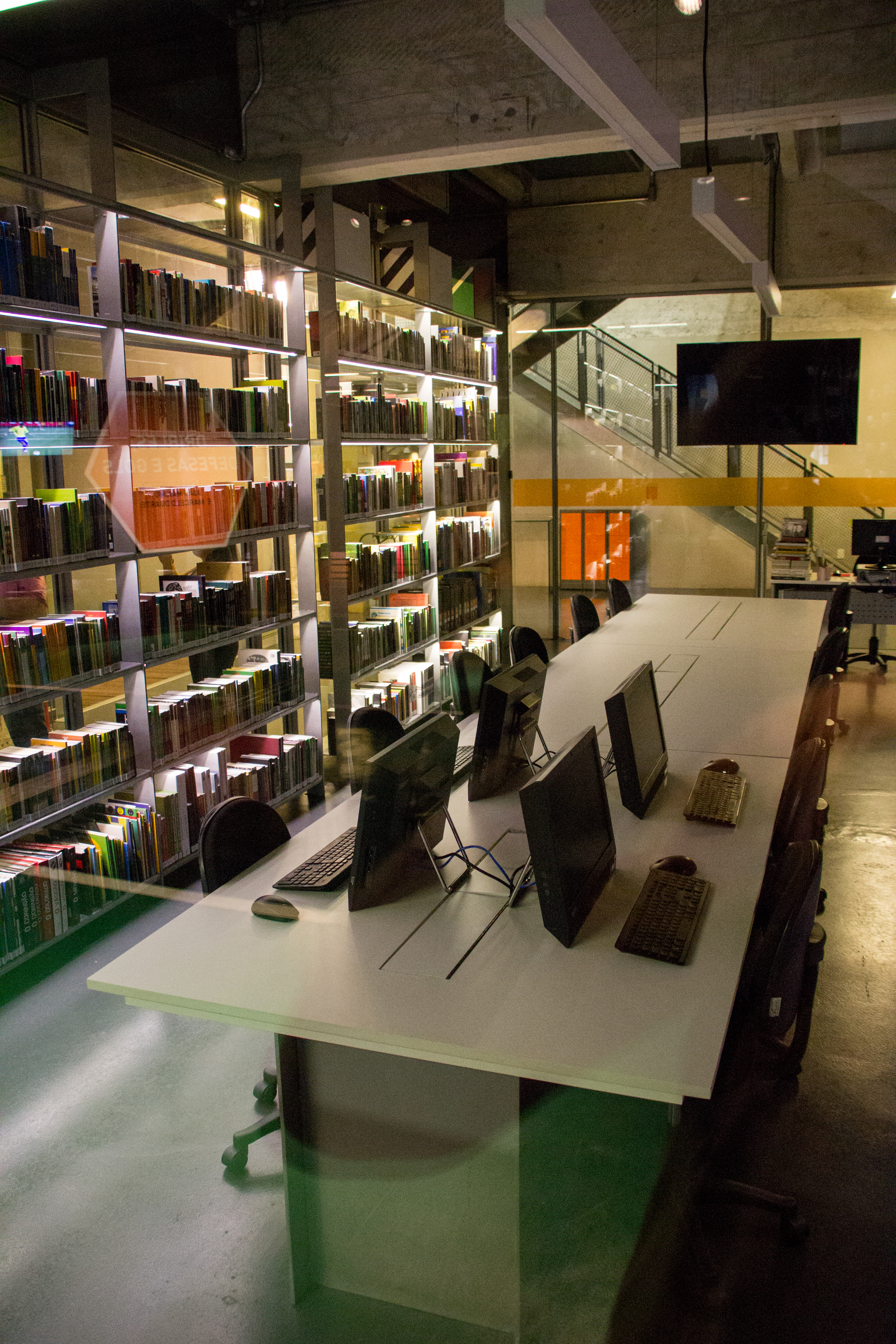
Biblioteca do museu

O Museu do Futebol busca preservar e difundir um acervo de referências sobre o futebol, tratado na exposição, não só como esporte, mas também como um aspecto social importante do Brasil.
O Museu do Futebol ocupa três andares dentro do Pacaembu. A exposição principal é dividida em 15 salas temáticas, contando de forma interativa a chegada do futebol ao Brasil e como o futebol se tornou o esporte mais importante para os brasileiros. Além das atrações, o Museu também oferece aos visitantes um acervo de conteúdos relacionados ao futebol, é a primeira biblioteca e midiateca pública especializada em futebol no Brasil. A instituição também realiza exposições temporárias, como a de troféus de campeonatos estrangeiros e uma sobre o Pelé.

### Arquitetura
Com uma área de 6.900m², o Museu do Futebol preserva o patrimônio público da cidade de São Paulo e revela de forma imponente o Estádio do Pacaembu.
A proposta do arquiteto Mauro Munhoz, responsável pelo Museu do Futebol, foi reutilizar a fachada do Pacaembu, projetada pelo arquiteto Ramos de Azevedo, na década de 1930, e revelar as estruturas do estádio. Cada sala do Museu deixa à vista o concreto das arquibancadas do estádio. As paredes são de materiais brutos, como aço, madeiras e outros. Ainda assim, são feitas de modo a darem sentido ao que é mostrado em cada local de exposição.
A arquitetura do museu também se destaca por seu projeto de acessibilidade, que visa atender visitantes com deficiência visual, auditiva, física e intelectual. Além de ser gratuita a entrada de pessoas com deficiência, nos ambientes são disponibilizadas informações em braile, audioguias e elevadores estão sempre disponíveis para o uso, além de também ser possível encontrar instrutores treinados para oferecer atendimentos quando necessário. Em 2014, a implementação do projeto rendeu ao espaço o 3º lugar no IV Prêmio Ibero-Americano de Educação e Museus.
A sala de número 9 é dedicada aos "Heróis" que contribuíram para a construção da identidade brasileira. Dentro da sala há homenagens para grandes nomes da literatura, como Carlos Drummond de Andrade, para pensadores, como o escritor Mário de Andrade, para a musa Carmen Miranda e, claro, para jogadores de futebol, como Domingos da Guia, entre muitos outros. Ainda na historicidade, o museu disponibiliza, na sala 10 dedicada aos Ritos de Passagens, um vídeo mostrando a final da Copa de 1950, disputada no Brasil, no qual a seleção canarinho perdeu o jogo final, em pleno Estádio do Maracanã para o Uruguai. O episódio, que ficou lembrado como Maracanaço, ainda registrou o maior público da história do futebol: segundo a Fifa, 174 mil pessoas pagaram para assistir à partida daquele 16 de julho de 1950, mas outras estimativas apontam que cerca de 199 mil torcedores estavam presentes no estádio no momento do jogo.

### Honrarias
- 2009 - Certificado 5 estrelas em Acessibilidade, pela Secretaria Municipal de Pessoa com Deficiência e Mobilidade Reduzida de São Paulo[14]
- 2012 - Prêmio Darcy Ribeiro conferido pelo IBRAM, pelo projeto educativo Deficiente Residente[14]
- 2013 - 3º lugar no Prêmio Iberoamericano de Educação em Museus, pelo Projeto Educativo Deficiente Residente.[14][10]

## Eventos
Desde o momento de sua abertura em 2008, o museu recebe diversos eventos educativos e culturais que são abertos ao público em geral. Que podem ser acompanhados no site oficial do museu.
Em agosto de 2015, o Museu do Futebol iniciou uma exposição itinerante pelo interior paulista. O "Museu do Futebol na Área", o projeto teve como intenção reproduzir alguns ambientes que podem ser encontrados em sua sede no Estádio do Pacaembu. Em cada cidade na qual o museu passou, o Centro de Referência do Futebol (CRFB), levou uma biblioteca com mais de 200 títulos que abordam as histórias dos clubes e jogadores consagrados que passaram pela região visitada. O Museu do Futebol na Área já passou por Piracicaba, Taubaté e Santos.
Um mês antes da realização dos Jogos Olímpicos de Verão de 2016 no Brasil, o Museu do Futebol recebeu a exposição o "Futebol nas Olimpíadas", que contou com diversos painéis interativos, histórias e curiosidades do mais popular esporte brasileiro, que naquele ano conseguiu conquistar pela primeira vez em sua história um título olímpico. Além disso, a programação de férias daquele ano contou com diversos equipamentos de esportes praticados nas olimpíadas como: vôlei, badminton, basquete, rugby, judô, boxe e ginástica rítmica.
Em abril de 2017, O Museu do Futebol, em parceira com os canais ESPN, recebeu a Taça da Premier League (Primeira divisão de futebol inglês), que atraiu um grande público para o local. A taça esteve presente no Museu em sua primeira passagem no Brasil e ficou exposta para os amantes de futebol durante os dias 4 à 9 de abril. Também foram expostas camisas usadas por diversos jogadores que passaram pelo campeonato inglês que são consagrados no cenário do futebol mundial. 

### Futebol feminino
A instituição passou a valorizar o trajeto das mulheres no mundo do futebol, através de um projeto chamado "Visibilidade para o Futebol Feminino", criado em 2015.  Esse projeto visa tirar da clandestinidade a historia do futebol feminino no Brasil e contar a vida de jogadoras importantes como Sissi, integrante da primeira seleção feminina convocada pela CBF, Pretinha que participou de quatro mundiais e quatro olimpíadas e Marta eleita cinco vezes a melhor jogadora do mundo pela FIFA. A exposição que resgata a história das atletas brasileiras no esporte mais popular do país, conta também com documentos com arquivos que passam a integrar o acervo do museu. No Foyer do Estádio, foram homenageadas vinte e quatro jogadoras da Seleção Brasileira, desde 1988. Na sala Anjos Barrocos, que traz painéis e projeções de jogadores que fazem a historia do futebol, aparecem jogadoras como Marta e Formiga, que está há vinte anos na Seleção Brasileira. Já na sala Origens, é contada a trajetória dos primeiros times femininos no Brasil.
Outro desdobramento do projeto “Visibilidade para o Futebol Feminino” é a mostra itinerante, composta por onze painéis, feita especialmente para viajar para outras localidades e colaborar para tornar mais conhecida a participação feminina no futebol”, afirma a diretora do Museu do Futebol, Daniela Alfonsi. Fazem parte da mostra três vídeos com roteiro de Marcelo Duarte e narração de Claudete Troiano, que contam como o futebol feminino foi relegado ao esquecimento e que a prática desse esporte foi proibida às mulheres durante 39 anos, por Getúlio Vargas, durante o Estado Novo em 1941, sob alegação de que o corpo das mulheres não era compatível com esportes de contato físico. A exposição foi montada com a participação das próprias atletas e com o apoio de clubes e centros de memória do Brasil e do exterior. São centenas de fotografias, recortes de jornais e documentos pertencentes aos arquivos pessoais das jogadoras que contam detalhes desta história. Pra isso, uniu pesquisa, programação cultural, ações educativas e exposições temporárias.
A sala sobre futebol feminino conta com audioguia também, e os áudios são narrados por Leci Brandão.

### Visitas de personalidades
O Museu do Futebol é frequentemente visitado por jogadores e ex-jogadores de relevância no futebol brasileiro. Como traz em cada ambiente a história do esporte mais popular do país, acabou por tornar-se referência para encontros e entrevistas dos mais diversos jornais esportivos do país. E logo em sua inauguração, o Museu recebeu o maior jogador de todos os tempos, Pelé. Que teve a oportunidade de conhecer todas as áreas do Museu do Futebol, esporte no qual o ex-atleta foi multi-campeão. Em 2015, antes da final da Copa do Brasil, disputada entre Santos e Palmeiras, os ídolos Ademir da Guia (ex-jogador do Palmeiras) e Pepe (ex-jogador do Santos) se encontraram no Museu do Futebol para conversarem sobre a decisão e se emocionaram, fazendo valer o intuito do Museu: o de tornar a história do futebol algo palpável a seus admiradores.
Em fevereiro de 2011, um dos principais jogadores da história do futebol brasileiro e o segundo maior artilheiro de todas as copas, Ronaldo Nazário, foi homenageado e esteve no Museu do Futebol durante o evento logo após de encerrar sua carreira. Ele recebeu do governador Geraldo Alckmin a medalha ao mérito esportivo e também foi nomeado como membro titular do Comitê Paulista para a Copa de 2014.